# Qualificazioni al campionato europeo maschile di calcio 1996 - Gruppo 5

## Classifica
| Pos | Squadra     | Pti | G  | V | N | P | GF | GS | DR  |
| --- | ----------- | --- | -- | - | - | - | -- | -- | --- |
| 1   | Rep. Ceca   | 21  | 10 | 6 | 3 | 1 | 21 | 6  | +15 |
| 2   | Paesi Bassi | 20  | 10 | 6 | 2 | 2 | 23 | 5  | +18 |
| 3   | Norvegia    | 20  | 10 | 6 | 2 | 2 | 17 | 7  | +10 |
| 4   | Bielorussia | 11  | 10 | 3 | 2 | 5 | 8  | 13 | -5  |
| 5   | Lussemburgo | 10  | 10 | 3 | 1 | 6 | 3  | 21 | -18 |
| 6   | Malta       | 2   | 10 | 0 | 2 | 8 | 2  | 22 | -20 |

## Risultati
| Data             | Luogo       | Squadra 1   | Risultato | Squadra 2   |
| ---------------- | ----------- | ----------- | --------- | ----------- |
| 6 settembre 1994 | Ostrava     | Rep. Ceca   | 6 - 1     | Malta       |
| 7 settembre 1994 | Lussemburgo | Lussemburgo | 0 - 4     | Paesi Bassi |
| 7 settembre 1994 | Oslo        | Norvegia    | 1 - 0     | Bielorussia |
| 12 ottobre 1994  | Ta' Qali    | Malta       | 0 - 0     | Rep. Ceca   |
| 12 ottobre 1994  | Oslo        | Norvegia    | 1 - 1     | Paesi Bassi |
| 12 ottobre 1994  | Minsk       | Bielorussia | 2 - 0     | Lussemburgo |
| 16 novembre 1994 | Minsk       | Bielorussia | 0 - 4     | Norvegia    |
| 16 novembre 1994 | Rotterdam   | Paesi Bassi | 0 - 0     | Rep. Ceca   |
| 14 dicembre 1994 | Rotterdam   | Paesi Bassi | 5 - 0     | Lussemburgo |
| 14 dicembre 1994 | Ta' Qali    | Malta       | 0 - 1     | Norvegia    |
| 22 febbraio 1995 | Ta' Qali    | Malta       | 0 - 1     | Lussemburgo |
| 29 marzo 1995    | Lussemburgo | Lussemburgo | 0 - 2     | Norvegia    |
| 29 marzo 1995    | Rotterdam   | Paesi Bassi | 4 - 0     | Malta       |
| 29 marzo 1995    | Ostrava     | Rep. Ceca   | 4 - 2     | Bielorussia |
| 26 aprile 1995   | Minsk       | Bielorussia | 1 - 1     | Malta       |
| 26 aprile 1995   | Praga       | Rep. Ceca   | 3 - 1     | Paesi Bassi |
| 26 aprile 1995   | Oslo        | Norvegia    | 5 - 0     | Lussemburgo |
| 7 giugno 1995    | Lussemburgo | Lussemburgo | 1 - 0     | Rep. Ceca   |
| 7 giugno 1995    | Oslo        | Norvegia    | 2 - 0     | Malta       |
| 7 giugno 1995    | Minsk       | Bielorussia | 1 - 0     | Paesi Bassi |
| 16 agosto 1995   | Oslo        | Norvegia    | 1 - 1     | Rep. Ceca   |
| 6 settembre 1995 | Praga       | Rep. Ceca   | 2 - 0     | Norvegia    |
| 6 settembre 1995 | Rotterdam   | Paesi Bassi | 1 - 0     | Bielorussia |
| 6 settembre 1995 | Lussemburgo | Lussemburgo | 1 - 0     | Malta       |
| 7 ottobre 1995   | Minsk       | Bielorussia | 0 - 2     | Rep. Ceca   |
| 11 ottobre 1995  | Ta' Qali    | Malta       | 0 - 4     | Paesi Bassi |
| 11 ottobre 1995  | Lussemburgo | Lussemburgo | 0 - 0     | Bielorussia |
| 12 novembre 1995 | Ta' Qali    | Malta       | 0 - 2     | Bielorussia |
| 15 novembre 1995 | Praga       | Rep. Ceca   | 3 - 0     | Lussemburgo |
| 15 novembre 1995 | Rotterdam   | Paesi Bassi | 3 - 0     | Norvegia    |